# Johannes Diderik van der Waals
Johannes Diderik van der Waals, född 23 november 1837 i Leiden, Nederländerna, död 8 mars 1923 i Amsterdam, var en nederländsk teoretisk fysiker och termodynamiker känd för sitt banbrytande arbete med tillståndsekvation för gaser och vätskor. Efter honom har man uppkallat en kemisk bindning, den så kallade van der Waals-bindningen. Denna bindning är en svag intermolekylär bindning.
Han tilldelades 1910 Nobelpriset i fysik för sitt arbete med tillståndsekvationen för gaser och vätskor. som också ledde till den av honom uppställda van der Waals lag.

## Biografi
van der Waals var äldst av tio barn till snickaren Jacobus van der Waals och Elisabeth van den Berg. Som vanligt för alla flickor och arbetarklasspojkar på 1800-talet gick han inte på den typ av gymnasieskola som skulle ha gett honom rätt att komma in på universitetet. Istället gick han i en skola med "avancerad grundutbildning", som han avslutade vid femton års ålder. Han blev sedan lärarlärling i en grundskola. Mellan 1856 och 1861 följde han kurser och fick de nödvändiga kvalifikationerna för att bli folkskollärare och började sin karriär som skollärare.
År 1862 började han delta i föreläsningar i matematik, fysik och astronomi vid universitetet i Leiden, även om han inte var kvalificerad att vara inskriven som en vanlig student delvis på grund av sin brist på utbildning i klassiska språk.
År 1865 utnämndes van der Waals till fysiklärare vid HBS i Deventer och 1866 fick han en liknande plats i Haag, som var tillräckligt nära Leiden för att han skulle kunna återuppta sina studier vid universitetet där. I september 1865, strax innan han flyttade till Deventer, gifte han sig med den artonåriga Anna Magdalena Smit.
Vid universitetet i Leiden försvarade han den 14 juni 1873 sin doktorsavhandling Over de Continuïteit van den Gas- en Vloeistoftoestand (Om kontinuiteten i det gasformiga och flytande tillståndet). I avhandlingen introducerade han begreppen molekylär volym och molekylär attraktion.
van der Waals blev den första fysikprofessorn vid Universiteit van Amsterdam när det gamla Athenaeum 1877 uppgraderades till kommunalt universitet. Fram till sin pensionering vid 70 års ålder stannade han vid universitetet. Han efterträddes av sin son Johannes Diderik van der Waals, Jr., som också var teoretisk fysiker. 
År 1910, vid 72 års ålder, tilldelades van der Waals Nobelpriset i fysik. Han dog 1923 vid 85 års ålder.

## Vetenskapligt arbete
I sin avhandling från 1873 noterade van der Waals verkliga gasers icke-idealitet och förklarade den med förekomsten av intermolekylära interaktioner. Han introducerade den första tillståndsekvationen härledd genom antagandet att de ingående molekylerna upptar en ändlig volym. Med Ernst Mach och Wilhelm Ostwald i spetsen uppstod en stark filosofisk strömning som förnekade förekomsten av molekyler mot slutet av 1800-talet. Den molekylära existensen ansågs obevisad och den molekylära hypotesen onödig. När van der Waals avhandling skrevs (1873) hade vätskans molekylära struktur inte accepterats av de flesta fysiker, och vätska och ånga betraktades ofta som kemiskt distinkta. Men van der Waals arbete bekräftade molekylernas verklighet och möjliggjorde en bedömning av deras storlek och attraktionskraft. Hans nya formel revolutionerade studiet av tillståndsekvationer. Genom att jämföra sin tillståndsekvation med experimentella data kunde van der Waals få uppskattningar för molekylernas faktiska storlek och styrkan i deras ömsesidiga attraktion.
Effekten av van der Waals arbete med molekylfysik under 1900-talet var direkt och grundläggande. Genom att introducera parametrar som karakteriserar molekylstorlek och attraktion vid konstruktionen av hans tillståndsekvation satte van der Waals tonen för modern molekylär vetenskap. Att molekylära aspekter som storlek, form, attraktion och multipolära interaktioner bör ligga till grund för matematiska formuleringar av vätskans termodynamiska och transportegenskaper anses för närvarande vara ett axiom. Med hjälp av van der Waals tillståndsekvation kunde parametrarna för olika gasers kritiska punkt förutsägas exakt från termodynamiska mätningar gjorda vid mycket högre temperaturer. Kväve, syre, väte och helium kunde följaktligen kondenseras. Heike Kamerlingh Onnes påverkades avsevärt av van der Waals banbrytande arbete och år 1908 blev han den förste som framställde flytande helium, vilket ledde direkt till hans upptäckt 1911 av supraledning.

## Utmärkelser och hedersbetygelser
- Nobelpriset i fysik,  1910[8][9]

[Redigera Wikidata]
Van der Waals fick många utmärkelser och hederbetygelser, förutom att vinna Nobelpriset i fysik 1910. 
Han utnämndes till 
- hedersdoktor vid University of Cambridge,
- hedersledamot av Imperial Society of Naturalists of Moscow, Royal Irish Academy och American Philosophical Society (1916),[19]
- korresponderande ledamot av Institut de France och Kungliga Vetenskapsakademien i Berlin,
- associerad ledamot av Kungliga Vetenskapsakademien i Belgien,
- utländsk ledamot av Chemical Society of London, National Academy of Sciences of the United States (1913),[20] och av Accademia dei Lincei i Rom.

Van der Waals blev ledamot av Kungliga nederländska vetenskapsakademien 1875. Från 1896 till 1912 var han sekreterare i detta samfund. Han valdes dessutom till hedersmedlem i Netherlands Chemical Society 1912.
Dvärgplaneten 32893 van der Waals är uppkallad till hans ära.